# 張烈 (康熙進士)
張烈（1622年—1685年），字武承，號孜堂，順天府大興縣（今屬北京市）人，清初学者。

## 生平
張烈是康熙九年（1670年）進士，授內閣中書，康熙十八年（1679年），舉博學鴻儒，名列一等，授翰林院编修，参与编修《明史》，分纂明孝宗、明武宗两朝内容。官至左春坊左赞善。
张烈最初笃信王守仁的心学，后又专守朱熹的理学，著《王学质疑》攻击王学。其主要著作有《孜堂文集》二卷、《读易日钞》六卷。